# Reformation 1
Reformation 1 è un box set del duo futurepop VNV Nation, pubblicato il 24 aprile 2009 in Europa e il 12 maggio 2009 negli Stati Uniti. Contiene tre dischi: nel primo vi sono diversi pezzi della band tratti da concerti; nel secondo troviamo loro pezzi remixati da vari artisti del panorama futurepop, oltre che inediti; il terzo è un DVD contenente video tratti dai loro concerti nel periodo 2005-2008.
Sono state stampate solamente 18 000 copie, cosa che rende questo box set un prodotto in edizione limitata.

## Tracce

### CD 1: Live
1. Joy (Live) - 5:28
2. Chrome (Live) - 4:51
3. Testament (Live) - 6:13
4. Nemesis" (Live) - 4:35
5. Endless Skies (Live) - 5:55
6. Farthest Star (Live) - 5:02
7. Procession (Live) - 5:23
8. Entropy (Live) - 5:16
9. Illusion (Live) - 4:50
10. Arena (Live) - 5:41
11. Honour 2003 (Live) - 6:53
12. Perpetual (Live) - 8:45

### CD 2: Remix e inediti
1. Chrome (Modcom Mix) - 6:27
2. Chrome ([:SITD:] Mix) - 4:59
3. Chrome (Apoptygma Berzerk Remix) - 4:44
4. Interceptor (ABM Version by VNV Nation) - 5:37
5. Nemesis (S.A.M. Remix) - 3:51
6. Carry You (Frozen Plasma Remix) - 6:57
7. As it Fades (2nd Movement) - 3:32
8. Still Waters - 7:39
9. Precipice - 5:40
10. Suffer - 7:01
11. Main Theme (da Gene Generation) - 2:46
12. Mayhem (da Gene Generation) - 2:03
13. The Lair (da Gene Generation) - 2:58

### DVD: Live
1. Chrome (Live) - 4:47
2. Homeward (Live) - 5:50
3. Farthest Star (Live) - 5:15
4. Nemesis (Live) - 6:05
5. Illusion (Live) - 4:49
6. Arena (Live) - 5:24
7. Honour 2003 (Live) - 6:48
8. Perpetual (Live) - 8:57